# T71/72次列车
T71/72次列车是中国铁路曾运行于首都北京至黑龙江省会哈尔滨之间的特快旅客列车，由哈尔滨铁路局哈尔滨客运段北京车队负责客运任务，曾和T17/18次列车同为哈尔滨两对进京特快列车。列车在停运前使用25K型客车，沿京哈铁路运行，全程1249公里，途经北京、河北、辽宁、吉林、黑龙江四省一市。其中北京站至哈尔滨站下行使用车次为T71次；哈尔滨站至北京站上行使用车次为T72次。列车曾多次获得铁道部授予的“红旗列车”称号，并在2000年成为中国首趟装备数码列车电视系统的列车。2007年4月18日，中国铁路实施第六次大面积提速，北京至哈尔滨间首次开行动车组列车，T71/72次列车被迫停运，仅在暑运或春运期间以原车次执行临时列车。

## 停运前时刻表（2006年12月）
| T71次 | T71次 | T71次 | T71次 | 停靠站 | T72次 | T72次 | T72次 | T72次 |
| 里程  | 天数  | 到点  | 开点  | 停靠站 | 到点  | 开点  | 天数  | 里程  |
| ----- | ----- | ----- | ----- | ------ | ----- | ----- | ----- | ----- |
| 0     | 當日  | -     | 08:30 | 北京   | 19:13 | -     | 當日  | 1249  |
| 299   | 當日  | 11:22 | 11:25 | 秦皇岛 | 16:16 | 16:19 | 當日  | 950   |
| 703   | 當日  | 15:00 | 15:06 | 沈阳北 | 12:38 | 12:44 | 當日  | 546   |
| 1003  | 當日  | 18:07 | 18:11 | 长春   | 09:43 | 09:47 | 當日  | 246   |
| 1249  | 當日  | 20:29 | -     | 哈爾濱 | -     | 07:25 | 當日  | 0     |